# Ruohokari, Torneå
Ruohokari är en ö i Finland.   Den ligger i kommunen Torneå i den ekonomiska regionen  Kemi-Torneå  och landskapet Lappland, i den norra delen av landet, 600 km norr om huvudstaden Helsingfors. Arean är 0,92 kvadratkilometer.
Terrängen på Ruohokari är mycket platt. Den sträcker sig 2,3 kilometer i nord-sydlig riktning, och 1,6 kilometer i öst-västlig riktning.